# Rage Against the Machine (álbum)
Rage Against the Machine —en español: Rabia contra la máquina— es el álbum debut de la banda de rap metal Rage Against the Machine, lanzado el 3 de noviembre de 1992, como una de las primeras fusiones integrales de géneros dispersos como el hip hop y el rock
El álbum marca el precedente para el boom más orientado al metal de finales de los años noventa por parte de Limp Bizkit, Korn, y Linkin Park. Por otra parte, el álbum se centra en un comentario político inflexible, lo cual lo aleja de otras bandas. Las canciones de Rage Against the Machine tienen tendencias a específicos mantras políticos de izquierda, interpretados con ira, con el vocalista entregado en un estilo similar al hip hop.
La cubierta del álbum tiene la controvertida fotografía del Thích Quảng Đức inmolándose en protesta al tratamiento de los budistas bajo el gobierno de Vietnam del Sur en vísperas de la guerra de Vietnam.
El álbum estuvo en el número 1 de la cartelera de Billboard, y en el número 45 del top 200 de la misma cartelera.
La canción "Wake Up" estuvo incluida en los créditos finales como uno de los OST de la película Matrix, y la canción "Killing in the Name" fue incluida en los videojuegos Grand Theft Auto: San Andreas y Guitar Hero II.
En el 2000, Q Magazine catalogó el álbum como uno de los cincuenta mejores álbumes de rock pesado de la historia. La revista Kerrang catalogó a este disco en el puesto número 34 de su lista Los 100 álbumes que debes oír antes de morir. La revista Guitar World catalogó el álbum en el puesto número 21 de los 100 mejores discos de todos los tiempos.

## Contenido

### Portada
La portada del álbum fue tomada de una fotografía realizada en 1963, en una calle de Saigón. La foto fue capturada el 11 de junio de 1963, y muestra el momento en que el monje budista Thích Quảng Đức, en protesta contra el maltrato del que era víctima su comunidad religiosa se inmola. La protesta iba dirigida contra el presidente de Vietnam del Sur Ngô Đình Diệm. La comunidad en cuestión es conocida como bonzos, y son famosos por su técnica de suicidio y protesta, que consiste en inmolarse en público siendo consumidos por el fuego.
El monje llegó al lugar en un Austin azul cian, se bajó del vehículo, se sentó en posición flor de loto y se preparó para el ritual. Uno de sus compañeros lo roció con gasolina, le prendió fuego con un cerillo o fósforo y el monje comenzó a arder. El monje cayó muerto minutos después.
Las fotografías fueron tomadas por el reportero de New York Times David Halberstam, quien captó los momentos previos y también posteriores, cuando los compañeros de Quang retiraron su cuerpo, el cual se consideró sagrado, ya que se encontró su corazón intacto, el cual fue depositado en el Banco de Vietnam.
La banda escogió como portada una de las fotos en blanco y negro del monje en llamas, haciendo un acercamiento para que se notara el fuego y la cara del religioso, con el nombre de la banda y del disco (que eran el mismo) en la parte inferior de la foto.
Para la edición 20 Aniversario del álbum, la banda incluyó la foto original que inspiró la portada del álbum, por lo que se puede ver el auto Austin y el galón de gasolina empleado para el ritual.

## Lanzamiento y recepción
El disco fue lanzado el 3 de noviembre de 1992

## Lista de canciones
Todas las canciones compuestas por Rage Against The Machine
1. "Bombtrack" - 4:04
2. "Killing in the Name" - 5:14
3. "Take the Power Back" - 5:37
4. "Settle for Nothing" - 4:48
5. "Bullet in the Head" - 5:10
6. "Know Your Enemy" - 4:55
7. "Wake Up" - 6:05
8. "Fistful of Steel" - 5:31
9. "Township Rebellion" - 5:24
10. "Freedom" - 6:07

## Personal

### Rage Against The Machine
- Zack de la Rocha - Voz
- Tom Morello - Guitarra
- Tim Commerford - Bajo
- Brad Wilk - Batería

### Invitados
- Maynard James Keenan - Vocalista ("Know Your Enemy")
- Stephen Perkins – Percusión

### Producción
- Garth 'GGGarth' Richardson - Productor, Ingeniero
- Stan Katayama - Ingeniero
- Jeff Sheehan - Asistente de ingeniero
- Craig Doubet – Asistente de ingeniero
- Steve Sisco - Asistente
- Bob Ludwig - Masterizador
- Andy Wallace - Ingeniero de mezcla
- Nicky Lindeman – Dirección de Arte
- Rage Against the Machine - Productor, Dirección de Arte

## Posicionamiento
| Año de publicación | Álbum                    | Listas            | Posición |
| 1992               | Rage Against the Machine | Heatseekers       | 1        |
| 1992               | Rage Against the Machine | The Billboard 200 | 45       |